# Докова бухта
До́кова (крим. Dok körfezi, або Панайотова бухта) — бухта північного берега Севастопольської бухти, розташована в гирлі балки Панайотова, між Інженерною бухтою і бухтою Голландія.
Друга назва зв'язується з прилеглою до гавані балкою Панайотова (контр-адмірала Костянтина Юрійовича Панаіоті (за іншою версією Патеніоті), який командував другою бригадою Чорноморського флоту і був командиром Севастопольського порту в першій половині XIX століття, і, ймовірно, володів дачею або хутором у цьому місці).
На березі бухти споруджено один з найбільших на Чорному морі сухих доків, що використовується для ремонтів великих кораблів і суден. В даному доці проходили ремонт всі важкі авіаносні крейсера Військово-Морського флоту СРСР, а також американський лайнер «Юнайтед Стейтс» водотоннажністю 53 322 реєстрових тонн. Саме з цього доку бухта отримала свою назву.
В бухті розташовується найглибший порт Криму Авліта.
Раніше Доковою називали Корабельну бухту.